# Ligaria aberrans
Ligaria aberrans es una especie de mantis de la familia Mantidae.

## Distribución geográfica
Se encuentra en Zimbabue, Botsuana y Namibia.